# NGC 389
NGC 389 è una galassia lenticolare situata nella costellazione di Andromeda a una distanza di circa 239 milioni di anni luce dal Sistema solare.
Fu scoperta il 6 settembre 1885 da Lewis Swift.